# Asplenium submarginatum
Asplenium submarginatum är en svartbräkenväxtart som beskrevs av Eduard Rosenstock. Asplenium submarginatum ingår i släktet Asplenium och familjen Aspleniaceae. Inga underarter finns listade.